# El desbarrancadero
El desbarrancadero es una novela del escritor colombiano nacionalizado mexicano Fernando Vallejo. Fue publicada por Alfaguara en 2001 antes de La rambla paralela. Se considera como una obra de escritura aberrante, cáustica y desmesurada de la literatura hispanoamericana con una lúcida fuerza literaria. La obra fue galardonada con el Premio Rómulo Gallegos 2003 en su XIII edición.

## Sinopsis
El desbarrancadero es una metáfora de la Muerte. En la obra se cuenta el fin de una casa en medio de un país (Colombia) que se desmorona.
Aunque así quiso encasillarla la prensa latinoamericana, El desbarrancadero no es una novela sobre la madre. El desbarrancadero es una de las más hermosas novelas escritas en las últimas décadas en español, y una que trata sobre un tema poco común en la literatura: el del amor fraterno. En ella, se narra la agonía de un hombre, y el íntimo desgarro de su hermano que lucha tan desesperada como inútilmente por salvarlo. Y si en ella el narrador lanza vituperios contra la madre, es porque esa madre representa a la madre patria, a la madre paridora, a Colombia. Para Vallejo todo amor verdadero es doliente. El amor en sí mismo es una pura congoja. El amor fundamental por la vapuleada gramática, por el hermano enfermo que se muere, por la finca de Santa Anita -el paraíso perdido de la infancia-, por un país hecho trizas, por la Bruja, su perra, que también se le murió. Eso es lo que dice Vallejo. Y lo dice enmascarando la fractura con un duro puñetazo propinado por la mano fracturada. De ahí el recurso de la virulencia verbal, del énfasis exaltado que exige los constantes signos de exclamación. Todo en Vallejo es un ¡ay! lleno de estricta pesadumbre, y que sin los signos que lo flanquean no diría la misma cosa. Que la vida es pérdida, dice también. De ahí que en su literatura todo sea en el fondo agónica añoranza y letanía. El desbarrancadero es la cuesta por la que sube y rueda Sísifo con su inmensa piedra, y es la protesta ante el final que representa la muerte de lo que se ama.

## Temas

### El sida
El autor da cuenta de la forma en que su hermano —Darío Vallejo— muere paulatinamente ya que es portador del VIH. Además de como este en sus últimos días aun conservaba su comportamiento tosco y vulgar 

### Desprecio por Juan Pablo II
Pasando insensiblemente de la desolación al escarnio, de la parodia a la invectiva, de la injuria a la ternura, el autor deja libre cauce a su causticidad devastadora en una última y requisitoria contra el papa Juan Pablo II a lo largo de todo el libro.

## Traducciones

### La novela en francés
En el idioma francés la traducción fue obra de Gabriel Iaculli. Fue publicada el 6 de octubre de 2005 por la editorial Editions du Rocher.
El título en francés es Et nous irons tous en enfer (literalmente: Y todos iremos al infierno).